# Branchinella affinis
Branchinella affinis är en kräftdjursart som beskrevs av Linder 1941. Branchinella affinis ingår i släktet Branchinella och familjen Thamnocephalidae. Inga underarter finns listade.